# Ladies of the Road
Ladies of the Road – album koncertowy King Crimson, wydany 12 listopada 2002 roku nakładem Discipline Global Mobile jako podwójny CD. Stanowi część serii wydawniczej „The King Crimson Collectors’ Club”. W 2018 roku album został wznowiony z nową okładką w formie digisleeve i z dołączoną 12-stronicową książeczką.
Tytuł wydawnictwa pochodzi od jednego z utworów albumu Islands.

## Historia albumu
Dwupłytowy zestaw zawiera występy na żywo w latach 1971–72, wzięte z archiwów King Crimson Collectors’ Club. Nagrania z CD1 pochodzą z występów zespołu, które rozpoczęły się od koncertów w Zoom Club we Frankfurcie (12–15 kwietnia 1971) poprzez występy w miastach brytyjskich (od 11 maja do 30 października) do występów w Kanadzie i Stanach Zjednoczonych (od 10 listopada do 1 kwietnia 1972).
Nagrania z Ladies of the Road dokumentują występy zespołu na żywo w składzie: Boz Burrell (gitara basowa, śpiew), Mel Collins (saksofon, flet, melotron), Ian Wallace (perkusja) i Robert Fripp (gitara, melotron). Aż do późnych lat 90. nie było zbyt wiele legalnych nagrań King Crimson w tym składzie. Natomiast nagrania „Schizoid Men” na CD2 to kompilacja solówek saksofonowych i gitarowych z utworu „21st Century Schizoid Man”, wykonywanego podczas koncertów zespołu.

## Lista utworów
Lista i informacje według Discogs:
| 1. | Pictures Of A City (Fripp, Sinfield)                              | 8:47  |
|    |                                                                   |       |
| 2. | The Letters (Fripp, Sinfield)                                     | 4:42  |
|    |                                                                   |       |
| 3. | Formentera Lady (Abridged) (Fripp, Sinfield)                      | 6:41  |
|    |                                                                   |       |
| 4. | The Sailors Tale (Fripp)                                          | 5:43  |
|    |                                                                   |       |
| 5. | Cirkus (Fripp, Sinfield)                                          | 7:58  |
|    |                                                                   |       |
| 6. | Groon (Fripp)                                                     | 6:52  |
|    |                                                                   |       |
| 7. | Get Thy Bearings (Donovan arr: Fripp, Collins, Burrell, Wallace)  | 8:33  |
|    |                                                                   |       |
| 8. | 21st Century Schizoid Man(Fripp, McDonald, Lake, Giles, Sinfield) | 8:57  |
|    |                                                                   |       |
| 9. | In The Court Of The Crimson King (McDonald, Sinfield)             | 0:48  |
|    |                                                                   |       |
|    |                                                                   | 59:01 |
|    |                                                                   |       |

| 1.  | 1  | 1:44  |
|     |    |       |
| 2.  | 2  | 4:46  |
|     |    |       |
| 3.  | 3  | 3:12  |
|     |    |       |
| 4.  | 4  | 5:15  |
|     |    |       |
| 5.  | 5  | 6:23  |
|     |    |       |
| 6.  | 6  | 3:56  |
|     |    |       |
| 7.  | 7  | 5:13  |
|     |    |       |
| 8.  | 8  | 3:18  |
|     |    |       |
| 9.  | 9  | 5:01  |
|     |    |       |
| 10. | 10 | 3:23  |
|     |    |       |
| 11. | 11 | 11:42 |
|     |    |       |
|     |    | 53:53 |
|     |    |       |

Do albumu dołączono 20-stronicową książeczkę z tekstami Roberta Frippa i Iana Wallace’a.

#### Zespół
- Boz Burrell – gitara basowa, śpiew
- Robert Fripp – gitara, melotron
- Mel Collins – saksofon, flet, melotron
- Ian Wallace – perkusja

#### Pozostałe informacje
- obraz na okładce – P.J. Crook
- Peter Sinfield – miksowanie, syntezator VCS3 (Volume One)
- Tone Probe (David Singleton, Robert Fripp) – produkcja

## Odbiór

### Opinie krytyków
| Recenzje                          | Recenzje |
| Publikacja                        | Ocena    |
| --------------------------------- | -------- |
| AllMusic                          | [ 1 ]    |
| Prog Archives                     | [ 4 ]    |
| Rate Your Music                   | 3.83/5   |
| Sputnikmusic                      | 3.4/5    |
| The New Rolling Stone Album Guide | [ 7 ]    |

Lindsay Planer z AllMusic jest zdania, iż „różne solówki [Schizoid Men] – wszystkie pochodzące z występów podczas trasy po Ameryce Północnej w 1972 roku – połączone razem tworzą frenetyczny improwizacyjny majstersztyk. Choć pomysł może wydawać się nieco przesadzony, to wykonanie jest bez zarzutu”. Utwór 21st Century Schizoid Man stał się – zdaniem autora – nie tylko „charakterystyczną kompozycją King Crimson, ale także jedynym utworem wykonywanym przez każde wcielenie zespołu... jak dotąd” (2002).
Na kompilacje „Schizoid Men” zwraca również uwagę Chris Jones z działu muzycznego BBC uważając, iż wykonanie to powinno nazywać się „Blowing In C” ze względu na „swój nieustępliwy, jazzowy atak w jednej tonacji. (…) To ponad 50 minut niemal nieskończonej różnorodności, która dzięki nagłemu zakończeniu daje złudzenie, że trwa do dziś”.
„Jeśli kochasz tylko ten jeden, kluczowy utwór, to potrzebujesz tej płyty. To włóknisty gobelin cudów, który nigdy się nie powtórzy” – konstatuje autor.